# Noisiel
Noisiel is een gemeente in het Franse departement Seine-et-Marne (regio Île-de-France) en telt 15.502 inwoners (1999). De plaats maakt deel uit van het arrondissement Torcy en is een van de 26 gemeenten van de nieuwe stad Marne-la-Vallée.
De geschiedenis van de gemeente is verbonden met de voormalige Menier-chocoladefabriek.

## Geschiedenis
De watermolen van Noisiel op de Marne gaat terug tot de 11e eeuw. Tot de 19e eeuw werd deze gebruikt als graanmolen. Vanaf de 15e eeuw was er ook een rivierhaven op de Marne, vooral voor het transport van hout naar Parijs.
Jean Antoine Brutus Menier kocht in 1825 de watermolen aan. Hij gebruikte die in eerste instantie voor de productie van farmaceutische poeders. Vanaf 1836, met de uitvinding van het chocoladetablet, werd de molen gebruikt voor de productie van chocolade. Zijn zoon Émile-Justin Menier bouwde de chocoladefabriek uit en bouwde een modelstad voor zijn arbeiders. De fabriek beleefde haar hoogtepunt rond 1900. In de jaren 1950 en 1960 ging het bergaf en volgden verschillende ontslagrondes.
Vanaf de jaren 1960 en zeker na 1975 met de oprichting van Marne-la-Vallée kwam er sociale woningbouw in de gemeente.

## Geografie
De oppervlakte van Noisiel bedraagt 4,3 km², de bevolkingsdichtheid is 3605,1 inwoners per km².
De gemeente grenst in het noorden aan de Marne. In het zuiden, tussen het centrum en de autosnelweg A4, ligt het Bois de la Grange.
De onderstaande kaart toont de ligging van Noisiel met de belangrijkste infrastructuur en aangrenzende gemeenten.

## Demografie
Onderstaande figuur toont het verloop van het inwonertal (bron: INSEE-tellingen).

## Saulnier-watermolen

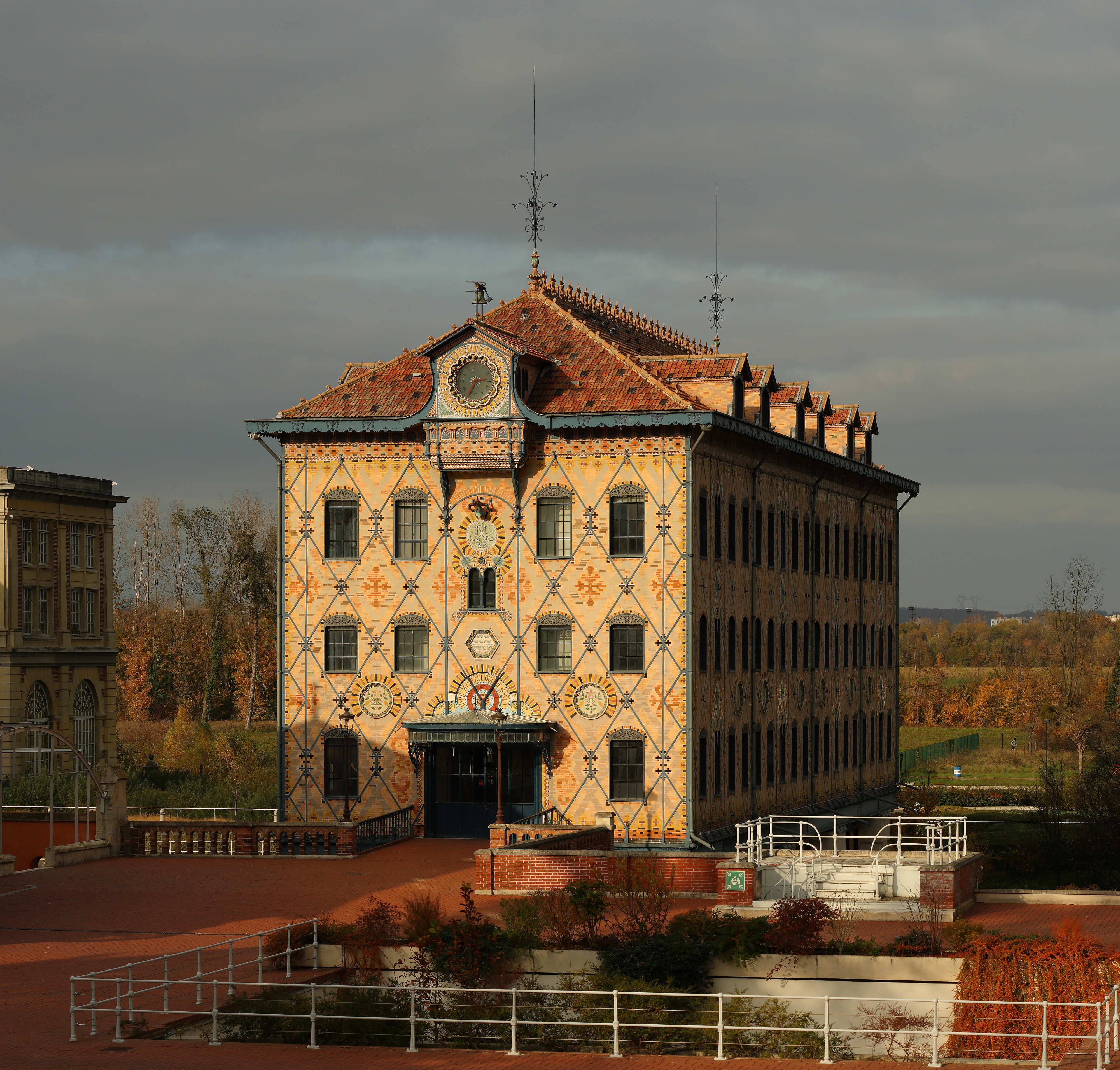
De Saulnier-watermolen

Te Noisiel bevindt zich de Saulnier-watermolen van de Menier-chocoladefabriek (tegenwoordig behorend tot het Nestlé-concern). Deze in 1872 gebouwde watermolen vormde het eerste gebouw ter wereld met een zichtbare metaalstructuur. Karakteristiek is ook de voorgevel, die rijkelijk bedekt is met keramiektegels.